# Liste der Mitglieder des Sächsischen Landtags 1849
Diese Liste gibt einen Überblick über die Mitglieder des Sächsischen Landtags des Jahres 1849. Dieser war der erste Landtag, der nach dem liberalen Wahlrecht vom 15. November 1848 gewählt wurde. Er tagte vom 17. Januar 1849 bis zum Vollzug der durch König Friedrich August II. verfügten Auflösung des Landtags am 30. April 1849. Vorangegangen war eine Abstimmung in beiden Kammern des Landtages, in der sich die Abgeordneten für die Annahme der Paulskirchenverfassung ausgesprochen hatten. Wenige Tage nach Auflösung des Landtages brach in Dresden der Dresdner Maiaufstand aus, an dem zahlreiche ehemalige Abgeordnete beteiligt waren.

## Zusammensetzung der I. Kammer

### Präsidium
- Präsident: Hermann Joseph
- 1. Vizepräsident: Carl Hugo Tzschucke
- 2. Vizepräsident: Wilhelm August Ernst Haden
- Sekretäre: Johann Friedrich Hohlfeld
 Adolph Moritz Jungnickel

### Sitzverteilung
| Wahlbezirk                 | Abgeordneter                            | Bemerkungen |
| -------------------------- | --------------------------------------- | --- |
| Vertreter des Königshauses | Prinz Johann                            | |
| 1, 2 und 3                 | Carl Gottlieb Schwerdtner               | |
| 1, 2 und 3                 | Christian Gottlieb Riedel               | |
| 4, 5 und 6                 | Christian Friedrich Elstner             | |
| 4, 5 und 6                 | Johann Gottlieb Unger                   | |
| 7, 8 und 9                 | Johann Friedrich Hohlfeld               | |
| 7, 8 und 9                 | Jacob Peter Ziesch                      | |
| 10, 11 und 12              | vakant                                  | der ursprüngliche gewählte Abg. Wilhelm August Ernst Haden vertrat den 13., 14. und 15. Wahlbezirk; in der Neuwahl wurde Hermann Adolph Klinger gewählt, der das Mandat ablehnte, da er bereits den 22., 23. und 24. Wahlbezirk vertrat |
| 10, 11 und 12              | August Böhme                            | eingetreten am 22. Februar 1849; der ursprünglich gewählte Wilhelm Michael Schaffrath war Vizepräsident der II. Kammer |
| 13, 14 und 15              | Carl Hugo Tzschucke                     | |
| 13, 14 und 15              | Wilhelm August Ernst Haden              | |
| 16, 17 und 18              | Christian Traugott Oehmichen            | |
| 16, 17 und 18              | Heinrich Schönberg                      | |
| 19, 20 und 21              | Johann Gottfried Arndt                  | |
| 19, 20 und 21              | Wilhelm Ehregott Oehmichen              | |
| 22, 23 und 24              | Albert Dufour-Féronce                   | |
| 22, 23 und 24              | Hermann Adolph Klinger                  | eingetreten am 20. Februar 1849 |
| 25, 26 und 27              | Carl Lindner                            | |
| 25, 26 und 27              | Alexander Heinze                        | |
| 28, 31 und 33              | Christian Gottfried Ahnert              | |
| 28, 31 und 33              | Johann Gottfried Kaltofen               | |
| 29, 30 und 32              | Franz Eduard Claus                      | |
| 29, 30 und 32              | Carl Friedrich Constantin Gautsch       | |
| 34, 35 und 36              | Carl Julius Esche                       | |
| 34, 35 und 36              | Carl Heinrich Voigt                     | |
| 37, 38 und 39              | Julius Böricke                          | |
| 37, 38 und 39              | Michael Päßler                          | |
| 40, 41 und 42              | Christian Carl Böhler                   | |
| 40, 41 und 42              | Johann Heinrich Floß                    | |
| 43, 44 und 45              | Christian Gottlob Jahn                  | |
| 43, 44 und 45              | Wilhelm Zschweigert                     | |
| 46, 47 und 48              | Johann Gottlieb Clauß                   | |
| 46, 47 und 48              | Friedrich August Oppe                   | eingetreten am 22. Februar 1849; der ursprünglich gewählte Wilhelm Michael Schaffrath war Vizepräsident der II. Kammer |
| 49, 53 und 54              | Christian Gottlieb Weidauer             | |
| 49, 53 und 54              | Johann Kaiser                           | |
| 50, 51 und 52              | Hermann Joseph                          | |
| 50, 51 und 52              | Johann Christian Wilhelm Günther        | |
| 55, 56 und 57              | Friedrich Anton Daniel Hilbert          | |
| 55, 56 und 57              | Gustav Heinrich Freiherr von Biedermann | eingetreten am 26. April 1849; der ursprünglich gewählte Eli Evans nahm an der Nationalversammlung teil und lehnte die Wahl ab |
| 58, 59 und 60              | Carl Ferdinand Oehme                    | |
| 58, 59 und 60              | Gustav Dörstling                        | eingetreten am 7. März 1849; der ursprünglich gewählte Abg. Carl Gotthelf Todt vertrat den 73., 74. und 75. Wahlbezirk |
| 61, 62 und 63              | Otto Leonhard Heubner                   | |
| 61, 62 und 63              | Friedrich Wilhelm Müller                | |
| 64, 65 und 66              | Adolph Moritz Jungnickel                | |
| 64, 65 und 66              | Carl Friedrich Müller                   | |
| 67, 68 und 69              | Gottlob Fürchtegott Haußwald            | |
| 67, 68 und 69              | Friedrich Theile                        | |
| 70, 71 und 72              | Christian Gottlob Eymann                | |
| 70, 71 und 72              | Friedrich August Hitzschold             | eingetreten am 17. Februar 1849; der ursprüngliche gewählte Abg. Wilhelm August Ernst Haden vertrat den 13., 14. und 15. Wahlbezirk |
| 73, 74 und 75              | Martin Gotthard Oberländer              | |
| 73, 74 und 75              | Carl Gotthelf Todt                      | |

## Zusammensetzung der II. Kammer

### Präsidium
- Präsident: Adolf Ernst Hensel
- 1. Vizepräsident: Wilhelm Michael Schaffrath
- 2. Vizepräsident: Samuel Erdmann Tzschirner
- Sekretäre: Eduard Theodor Jäkel, Carl Louis Fritsche

### Sitzverteilung
| Wahlkreis | Abgeordneter                        | Bemerkungen |
| --------- | ----------------------------------- | --- |
| 1         | Gustav Woldemar Kretzschmar         | eingetreten am 2. Februar 1849; der ursprünglich gewählte Abg. Johann Gottlieb Birnbaum vertrat den Wahlkreis 2                  |
| 2         | Johann Gottlieb Birnbaum            | |
| 3         | Carl Friedrich Prengel              | eingetreten am 14. Februar 1849; der ursprünglich gewählte Abg. Adolf Ernst Hensel vertrat den Wahlkreis 5                       |
| 4         | Karl Friedrich Bitterlich           | |
| 5         | Adolf Ernst Hensel                  | |
| 6         | Karl Gottlob Schniebs               | |
| 7         | Samuel Erdmann Tzschirner           | |
| 8         | Johann Heyne                        | |
| 9         | Moritz Garbe                        | |
| 10        | Paul Gustav Adolph du Chesne        | |
| 11        | Johann Jacob Jesorka                | eingetreten am 14. Februar 1849; der ursprünglich gewählte Abg. Samuel Erdmann Tzschirner vertrat den Wahlkreis 7                |
| 12        | Ludwig Haberkorn                    | |
| 13        | Bruno Segnitz                       | |
| 14        | Carl August Hähnel                  | |
| 15        | Alexander Bauer                     | |
| 16        | Carl Heinrich Ferdinand Lommatzsch  | |
| 17        | Friedrich Wilhelm Prüfer            | |
| 18        | Franz Ludwig Siegel                 | |
| 19        | Julius Theodor Schmidt              | |
| 20        | Karl Julius Schieck                 | |
| 21        | Wilhelm Heinrich Bertling           | |
| 22        | Eduard Theodor Jäkel                | |
| 23        | Rudolph Richard Fischer             | |
| 24        | Eduard August Steche                | |
| 25        | Gottfried Traugott Brückmann        | eingetreten am 12. März 1849; der ursprünglich gewählte Abgeordnete Hermann Joseph nahm ein Mandat in der I. Landtagskammer wahr |
| 26        | Julius Kell                         | |
| 27        | Johann Amadeus Helbig               | |
| 28        | Georg Friedrich Wehner              | |
| 29        | Wilhelm Berthold                    | |
| 30        | Karl August Eduard Feldner          | |
| 31        | Herrmann Woldemar Bernhard          | eingetreten am 7. Februar 1849; der ursprünglich gewählte Abg. Eduard Feldner vertrat den Wahlkreis 30                           |
| 32        | Hugo Alexis Richter                 | |
| 33        | Bernhard Gruner                     | |
| 34        | Karl August Müller                  | |
| 35        | August Röckel                       | eingetreten am 12. März 1849; der ursprünglich gewählte Abgeordnete Hermann Joseph nahm ein Mandat in der I. Landtagskammer wahr |
| 36        | Julius Herrmann Thieme-Garmann      | |
| 37        | Christian Wilhelm Friedrich Riedel  | |
| 38        | Friedrich Gustav Fincke             | |
| 39        | Alexander Franz Wilhelm Lincke      | |
| 40        | Johann Gotthilf Jacob               | |
| 41        | Karl Ernst Richter                  | |
| 42        | Gustav Theodor Meyer                | |
| 43        | Heinrich Adolph Haußner             | |
| 44        | Karl Eduard Tauerschmidt            | |
| 45        | Karl Ludwig Ferdinand Blanckmeister | |
| 46        | Wilhelm Adolph von Trützschler      | |
| 47        | Georg Auerswald                     | |
| 48        | Christian Gottlob Meinel            | |
| 49        | Constantin Cäsar Kellermann         | |
| 50        | Carl Edmund Wagner                  | |
| 51        | Georg Heinrich Heeren               | |
| 52        | Carl Friedrich Hohlfeld             | |
| 53        | Hermann Theodor Haustein            | |
| 54        | Emil Christian Hänel                | |
| 55        | Karl Hitzschold                     | |
| 56        | August Friedrich Dammann            | |
| 57        | Fedor Böttcher                      | |
| 58        | Hermann Köchly                      | eingetreten am 12. März 1849; der ursprünglich gewählte Abg. Eduard Theodor Jäkel vertrat den Wahlkreis 22                       |
| 59        | Franz Xaver Rewitzer                | |
| 60        | Karl Gottlob Kreher                 | |
| 61        | August Reimann                      | |
| 62        | Heinrich Wilhelm Steinmüller        | |
| 63        | Gustav Eduard Benseler              | |
| 64        | Franz Friedrich Schneider           | |
| 65        | Julius Heinrich Voigt               | |
| 66        | Carl Louis Fritsche                 | |
| 67        | Gustav Adolph Haase                 | |
| 68        | Heinrich August Seltmann            | |
| 69        | Wilhelm Michael Schaffrath          | |
| 70        | Karl Theodor Kell                   | |
| 71        | Hermann Müller                      | |
| 72        | Karl Gustav Klette                  | |
| 73        | Gustav Blöde                        | |
| 74        | Gustav Friedrich Spitzner           | |
| 75        | Wilhelm Heinrich Herz               | |